# Дакахлия
Дакахли́я (араб. الدقهلية‎, егип. произн. Эд-Да’ахлия) — мухафаза в Арабской Республике Египет. Административный центр — город Эль-Мансура. Расположена на севере страны, на востоке дельты Нила.

## Название
Своим названием мухафаза обязана древней деревне Дакахла, которая сегодня расположена в соседней мухафазе Думьят.

## Население
На 2006 год население мухафазы равнялось 4 985 187 человек, что составляет около 6 % от всего населения Египта. Средний рост населения в год составляет 1,9 %.

## Административное деление
Мухафаза состоит из 16 административных центров и 3 городов и 110 сельских местных общин, к которым относятся 336 деревень и 2072 мелких поселения.
Административные центры
- Эль-Манзала
- Матарийя
- Эль-Гамалия
- Мит-Сальсиль
- Миньят-эн-Наср
- Дикирнис
- Бени-Эбейд
- Темай-эль-Имдид
- Эс-Симбиллавейн
- Махалла-Дамана
- Эль-Мансура
- Ага
- Мит-Гамр
- Билкас
- Ширбин
- Тальха

Города
Наиболее значимые города мухафазы:
- Эль-Мансура
- Дикирнис
- Мит-Гамр
- Эль-Манзала
- Билкас
- Тальха
- Мит-Сильсиль
- Гамса
- Матарийя

## Экономика
Хорошо развито сельское хозяйство. Выращивание риса, хлопка. Хлопкоочистительная, маслобойная, текстильная промышленность. Значительный торговый центр.

## Известные жители, уроженцы
- Салах Наср — основатель и первый руководитель аппарата египетской разведки
- Умм Кульсум — известная арабская певица
- Адель Имам — египетский актёр
- Амр Заки — египетский футболист
- Мухаммед Хусейн Хэйкель — египетский публицист, журналист и политик
- Осунаараси Кинтаро — первый профессиональный борец сумо из Африки